# Bobby Tarantino III
Bobby Tarantino III è il settimo mixtape del rapper statunitense Logic, pubblicato nel 2021.

## Tracce
1. Introll – 1:00
2. Vaccine – 2:02
3. Get Up – 3:33
4. My Way – 2:37
5. Call Me – 3:30
6. Inside (featuring Cynthia Erivo) – 2:20
7. Flawless – 3:44
8. Stupid Skit – 0:50
9. Theme for the People – 1:57
10. God Might Judge – 5:30
11. See You Space Cowboy... – 4:00
12. Untitled – 2:09